# Palacio Porcia
El palacio Porcia (en alemán Schloss Porcia) es un palacio en Spittal an der Drau, en el estado austríaco de Carintia. Es uno de los edificios renacentistas más significativos de Austria.

## Historia
La construcción del castillo empezó en 1533 a instancias del conde Gabriel von Salamanca-Ortenburg (1489-1539), tesorero y confidente del archiduque de la Casa de Habsburgo Fernando I de Austria. Con sus orígenes en Burgos en España, Salamanca en 1524 recibió por sus servicios las fincas de los condes de Ortenburg en el Ducado de Carintia. La dinastía comital se había extinguido en 1418 y, dado que la sede ancestral del castillo de Ortenburg no cumplía con los estándares de Salamanca, este encargó el diseño de su nueva residencia en Spittal a arquitectos italianos, quienes diseñaron el edificio en el estilo de un palazzo. Sin embargo, nunca vivió ahí, ya que las obras continuaron hasta 1598. 

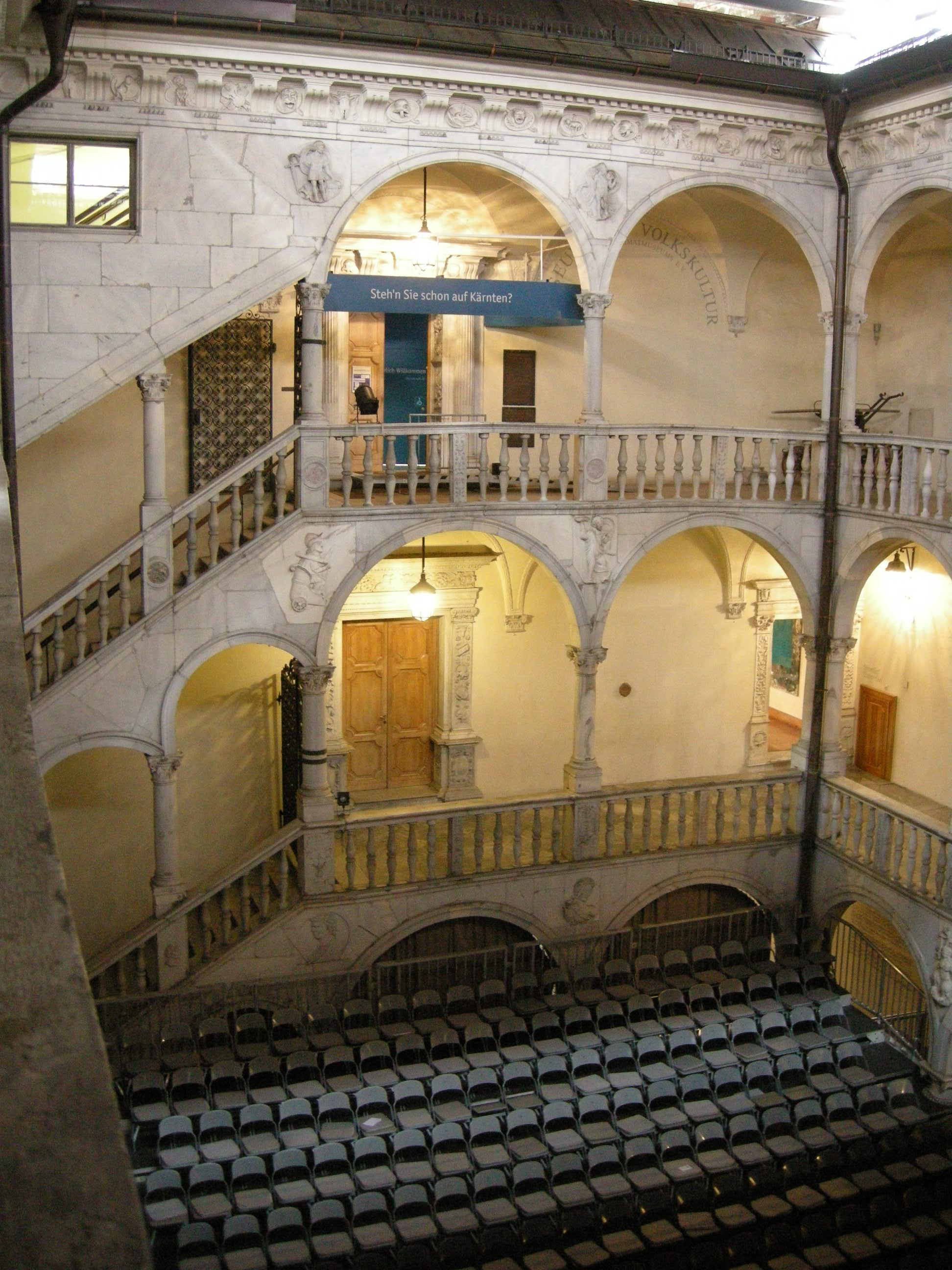
Patio interior.

Después de la extinción de la dinastía Salamanca en 1620, la familia patricia local de los Widmann adquirió el castillo y en 1662 lo asignó al Príncipe Juan Fernando de Porcia, en ese tiempo ministro del emperador Habsburgo Leopoldo I. Sus descendientes añadieron elementos barrocos en la fachada en el siglo XVIII, mientras que el parque adyacente fue diseñado en el siglo XIX. 
La familia Porcia vendió el palacio en 1918 al Barón Klinger von Klingerstorff. En 1951 se convirtió en una propiedad de la municipalidad de Spittal y accesible al público. La famosa arcada del patio interior alberga varias esculturas lombardo-italianas y desde 1961 sirve como sede del festival de teatro Komödienspiele Porcia. Además, el palacio alberga un museo de historia local y es la sede de varios conciertos y recitales corales.
El palacio de Porcia también es notorio por el fantasma de la Dama de Blanco Katharina de Salamanca, quien se dice que es culpable de la falta de remordimientos hacia sus súbditos y que acecha en las habitaciones del palacio.